# Santa guerra
Santa guerra è un film del 2022 diretto da Samantha Casella.

## Trama
Una donna precipita in un luogo senza tempo dove il suo subconscio cerca di elaborare il trauma che la schiaccia. Mentre una parte di sé rimane intrappolata in una dimora spettrale dove viene perseguitata dai suoi ricordi e il suo doppio vaga in un luogo ancestrale, la donna finirà con il prendere consapevolezza di un lacerante senso di colpa.

## Cast
Protagonista del film è Eugenia Costantini. Il film rappresenta l'esordio anche di un'altra figlia d'arte, Emma Quartullo, figlia di Elena Sofia Ricci e Pino Quartullo. La regista ha interpretato un fantasma che a livello simbolico rappresenta il senso di colpa della protagonista. Presenti nel cast anche Ekaterina Buscemi, Simona Lisi e Maria Grazia Cucinotta in un ruolo inedito e mitologico: una moira.

## Accoglienza
Presentato come evento speciale durante il 79º Festival del Cinema di Venezia Santa Guerra ha vinto centinaia di premi internazionali, dei quali oltre 150 solo tra i festival del circuito IMDB. Da settembre 2023 è nel catalogo di Prime Video.

## Critica
Il film Santa Guerra ha ricevuto un'accoglienza positiva dalla critica cinematografica italiana, come testimoniato anche da Cinematografo.it, che ha titolato un articolo "Successo per Santa Guerra" . Sul magazine, nonché rivista cartacea, Nocturno, il film ha ricevuto una valutazione di 5 stelle. Il redattore Davide Comotti lo ha definito un film sul dolore umano; sperimentale che pullula di furore artistico, con la potenza dionisiaca delle immagini e delle tetre musiche unita al rigore apollineo della variopinta fotografia e della messa in scena. Recensioni positive sono arrivate anche da Massimo Nardin su Il profumo della voce vita, Enrico Maria Prati su Meer ed Enzo Latronico su The Way Magazine.